# Schottische Badmintonmeisterschaft 1973
Die Schottische Badmintonmeisterschaft 1973 fand bereits vom 8. bis zum 9. Dezember 1972 in Edinburgh statt.

## Medaillengewinner
| Disziplin    | Gold                         | Silber                         | Bronze                              |
| ------------ | ---------------------------- | ------------------------------ | ----------------------------------- |
| Herreneinzel | Robert McCoig                | Nicol McCloy                   | John Barrie                         |
| Herreneinzel | Robert McCoig                | Nicol McCloy                   | George Forbes                       |
| Dameneinzel  | Joanna Flockhart             | Anne Johnstone                 | Helen Kelly                         |
| Dameneinzel  | Joanna Flockhart             | Anne Johnstone                 | Annabel Blyth                       |
| Herrendoppel | Robert McCoig Fraser Gow     | Nicol McCloy Ian Hume          | John Britton Ian Sharp              |
| Herrendoppel | Robert McCoig Fraser Gow     | Nicol McCloy Ian Hume          | Jim Ansari John Marshall            |
| Damendoppel  | Helen Kelly Joanna Flockhart | Christine Weir Margaret Gibson | Annabel Blyth Jacqueline Blackstock |
| Damendoppel  | Helen Kelly Joanna Flockhart | Christine Weir Margaret Gibson | Anne Johnstone Christine Stewart    |
| Mixed        | Fraser Gow Christine Stewart | Jim Ansari Helen Kelly         | Robert McCoig Joanna Flockhart      |
| Mixed        | Fraser Gow Christine Stewart | Jim Ansari Helen Kelly         | Ian Hume Margaret Gibson            |